# Popstars (Nederland)
Popstars is een Nederlands talentenjacht gebaseerd op het gelijknamige Nieuw-Zeelandse programma. Het programma werd uitgezonden door SBS6 en ging op 22 augustus 2008 van start.

## Werkwijze
Het eerste seizoen van het van oorsprong Nieuw-Zeelandse televisietalentenjachtprogramma Popstars was in Nederland vanaf 22 augustus 2008 op SBS6 te zien en werd gepresenteerd door Nance Coolen en Gerard Joling. De jury bestond uit Henkjan Smits, Patricia Paay en Maurice Wijnen.
De auditieronden werden in de zomer van 2008 gehouden. Na de audities kwamen de kandidaten terecht in de theaterronde. Uiteindelijk bleven er tien kandidaten over die naar de liveshows mochten. In de finale stonden uiteindelijk de vijf overgebleven kandidaten. De jury maakte toen ook bekend uit hoeveel leden de groep zou bestaan.
De eindregie en montage was in handen van Martijn Nieman, die dat ook bij concurrent RTL voor Idols 1, 2, 3, 4 en X Factor 1 deed. De regie van de live-shows was in handen van Marnix Kaart.
RED! won een platencontract bij Warner Music, terwijl Wesley Klein en Dean Saunders ondergebracht werd bij NRGY Music.
In 2010 werd bekend dat Patricia Paay met ingang van seizoen 3 de jury van Popstars verliet vanwege haar overstap naar RTL. Op 26 mei 2010 werd bekend dat Marc-Marie Huijbregts en voormalig televisiepresentatrice Simone Walraven met ingang van het derde seizoen samen met Henkjan Smits en Maurice Wijnen in de jury zouden plaatsnemen.

### Seizoen 1 (2008)
- Vanaf liveshow 2 was er de sing-off: de drie kandidaten met de minste stemmen moesten zich opnieuw bewijzen. Ze zongen eerst opnieuw het liedje dat ze in de liveshow hadden gezongen, en vervolgens moesten zij een nieuw liedje zingen. De jury gaf hiervoor weer punten en deze werden gecombineerd met de stemmen van het publiek. Het gemiddelde bepaalde welke kandidaat naar huis moest.
- Vanaf liveshow 2 werd de "rode knop" geïntroduceerd: als een optreden van een kandidaat unaniem slecht werd gevonden door de jury, werd er op een rode knop gedrukt, waardoor het optreden van de kandidaat werd stopgezet en de kandidaat als cijfer een vier kreeg.

### Seizoen 2 (2009-2010)
- Pas in de halve finale werd verteld dat de winnaar een solist zou worden.
- Dit seizoen konden ook bekende mensen meedoen. De jury kon hen niet zien, alleen horen. Aan de hand daarvan besliste de jury of de zogenaamde Mystery Popstar door was. Drie Mystery Popstars wisten de liveshows te halen: Dewi Pechler, Charlotte ten Brink (dochter van Robert ten Brink) en Robin Zijlstra.

### Seizoen 3 (2010-2011)
- Sinds de start van het derde seizoen had het programma last van tegenvallende kijkcijfers, waarop werd besloten de uitzending van vrijdag naar maandag te verplaatsen. De liveshows verhuisden op 1 januari naar de zaterdag.
- Wegens de overwerkte Gerard Joling presenteerde Nance Coolen een groot deel van de ronden alleen; in de liveshows zou Tooske Ragas te zien zijn als vervangster van Joling.
- De enige Mystery Popstar die de liveshows haalde, was Sharon Kips. Ze won eerder de eerste editie van X Factor.
- Op 22 januari won Dean Saunders het derde seizoen van Popstars.[2]

## Seizoenen
| Seizoen | Jaar      | Presentatie                                                       | Jury                                                                    | Winnaar(s)                                           | Runner-up      | Andere kandidaten (volgorde van eliminatie) |
| ------- | --------- | ----------------------------------------------------------------- | ----------------------------------------------------------------------- | ---------------------------------------------------- | -------------- | --- |
| 1       | 2008      | Nance Coolen en Gerard Joling                                     | Henkjan Smits, Patricia Paay en Maurice Wijnen                          | Brandi Russell, Steffie Zoontjes en Déon Leon (RED!) | Norman Ramazan | Ruben Thurnim, Nathalie Mensinga, Naomi Reingoud, Rebecca Schouw, Floor Krijnen, Sidney McWood                                                                                                   |
| 2       | 2009-2010 | Nance Coolen en Gerard Joling                                     | Henkjan Smits, Patricia Paay en Maurice Wijnen                          | Wesley Klein                                         | Kim Stolker    | Michelle Komproe, Jeffrey Sabeel, Davy Oonincx, Xander Venema, Emmily Lasut, Mandy Gruijters, Robin Zijlstra, Charlotte ten Brink, Bart Boonstra, Dewi Pechler, Joshua Newton, Kristel Roulaux   |
| 3       | 2010-2011 | Nance Coolen en Gerard Joling, later Nance Coolen en Tooske Ragas | Henkjan Smits, Maurice Wijnen, Simone Walraven en Marc-Marie Huijbregts | Dean Saunders                                        | Simone Nijssen | Valerie Van Krimpen, Samantha Klumper, Ephraim Beks, Rene Klein, Søren Jørgensen, Angela Slagt, Bertha Verbeek, Rody Valks, Sam Lebens, Carlijn Middelhof, Darien Solange Kastaneer, Sharon Kips |

## Discografie
| Single met eventuele hitnotering(en) in de Nederlandse Top 40 | Datum van verschijnen | Datum van binnenkomst | Hoogste positie | Aantal weken | Opmerkingen              |
| ------------------------------------------------------------- | --------------------- | --------------------- | --------------- | ------------ | ------------------------ |
| RED! - Step into the light                                    | 19-12-2008            | 27-12-2008            | tip2            |              | #1 in de Single Top 100  |
| RED! - Guilty                                                 | 01-05-2009            |                       |                 |              |                          |
| RED! - Conga                                                  | 11-07-2009            | 25-07-2009            |                 |              | #42 in de Single Top 100 |
| Wesley Klein - You raise me up                                | 29-01-2010            | 13-02-2010            | 4               | 11           | #1 in de Single Top 100  |
| Rebecca Schouw - All your talk                                | 15-03-2010            |                       |                 |              | #91 in de Single Top 100 |
| Wesley Klein - Een ongelofelijke droom                        | 19-03-2010            | 03-04-2010            | tip2            |              | #2 in de Single Top 100  |
| Dean Saunders - You and I both                                | 22-01-2011            | 05-02-2011            | 22              | 4            | #1 in de Single Top 100  |